# Беласиця (гора)
Беласиця (до 1945 Бѣласица, грецькою: Κερκίνη, Керк'ини, Μπέλλες або Μπέλες, Белес) — гора в історичній області Македонія. Вона входить до складу Осоговсько-Беласицької гірської групи. Нині вона поділяється між Грецією (близько 45 %), Північною Македонією (близько 35 %) і Болгарією (близько 20 %). Загальна площа гори становить 670 км2.

## Беласиця в історії
Відома ще у давнину гора Орбелос ідентифікована багатьма академічними авторами як сьогоднішня Беласиця. За словами Діодора Сицилійського, в 310 р. до н. е. Кассандр осів при Орбелі з 20000 аутаріатами. Слов'янська назва Беласиця і грецька Белес, ймовірно, походять з фракійсько-пеонського топоніму, що означає блискуча гора, від «белос» — блискучий і «ор» — гора. Зовсім недавно в Греції був помилково введений древній топонім Керкіні, який використовувався в античності, ймовірно, для гори Огражден. У Греції гора Слав'янка називається з тих же причин античною назвою Орбелос, новогрецькою — Орвілос.

## Географічна характеристика

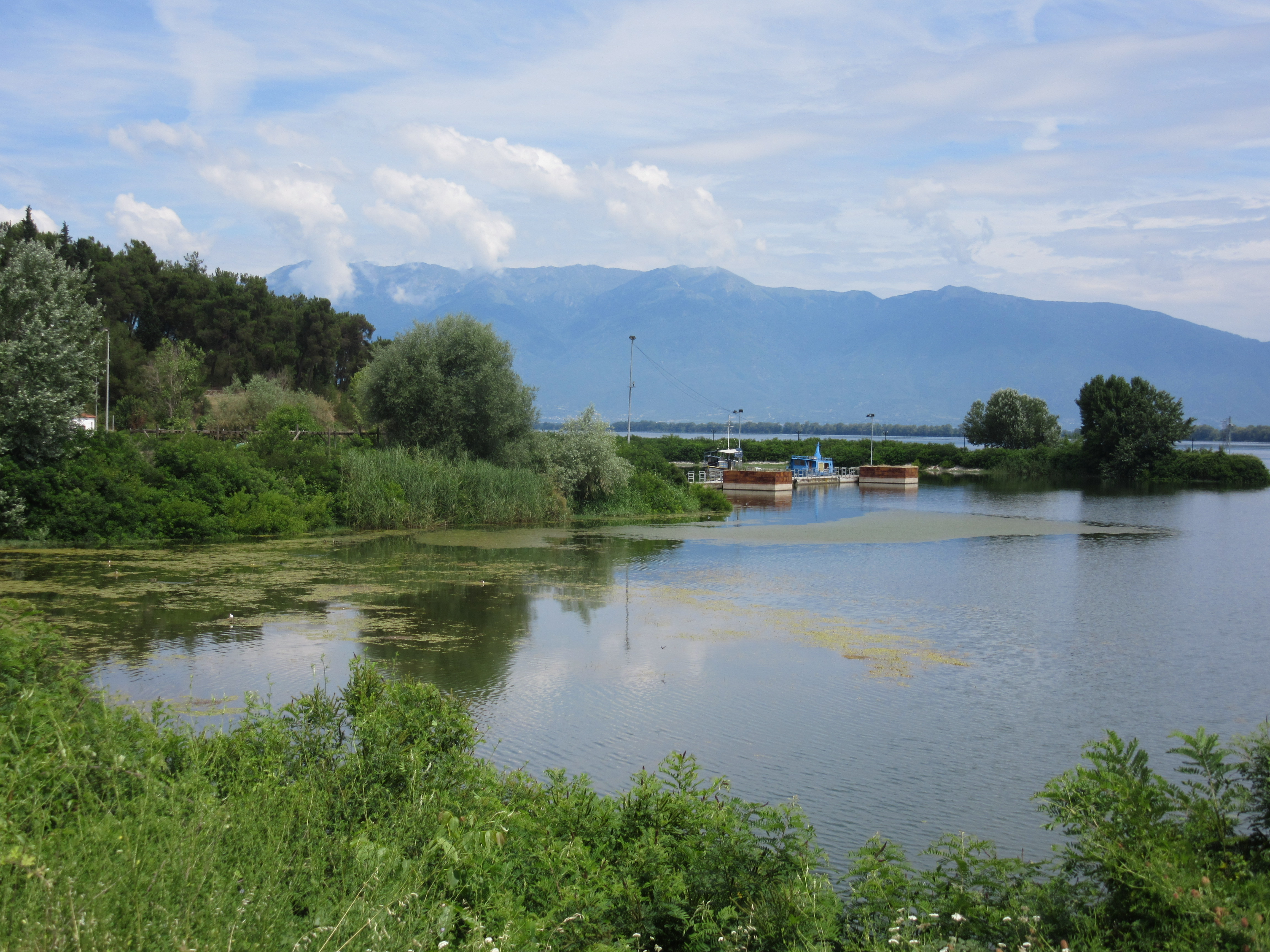
Вид на Беласицю з озера Бутково

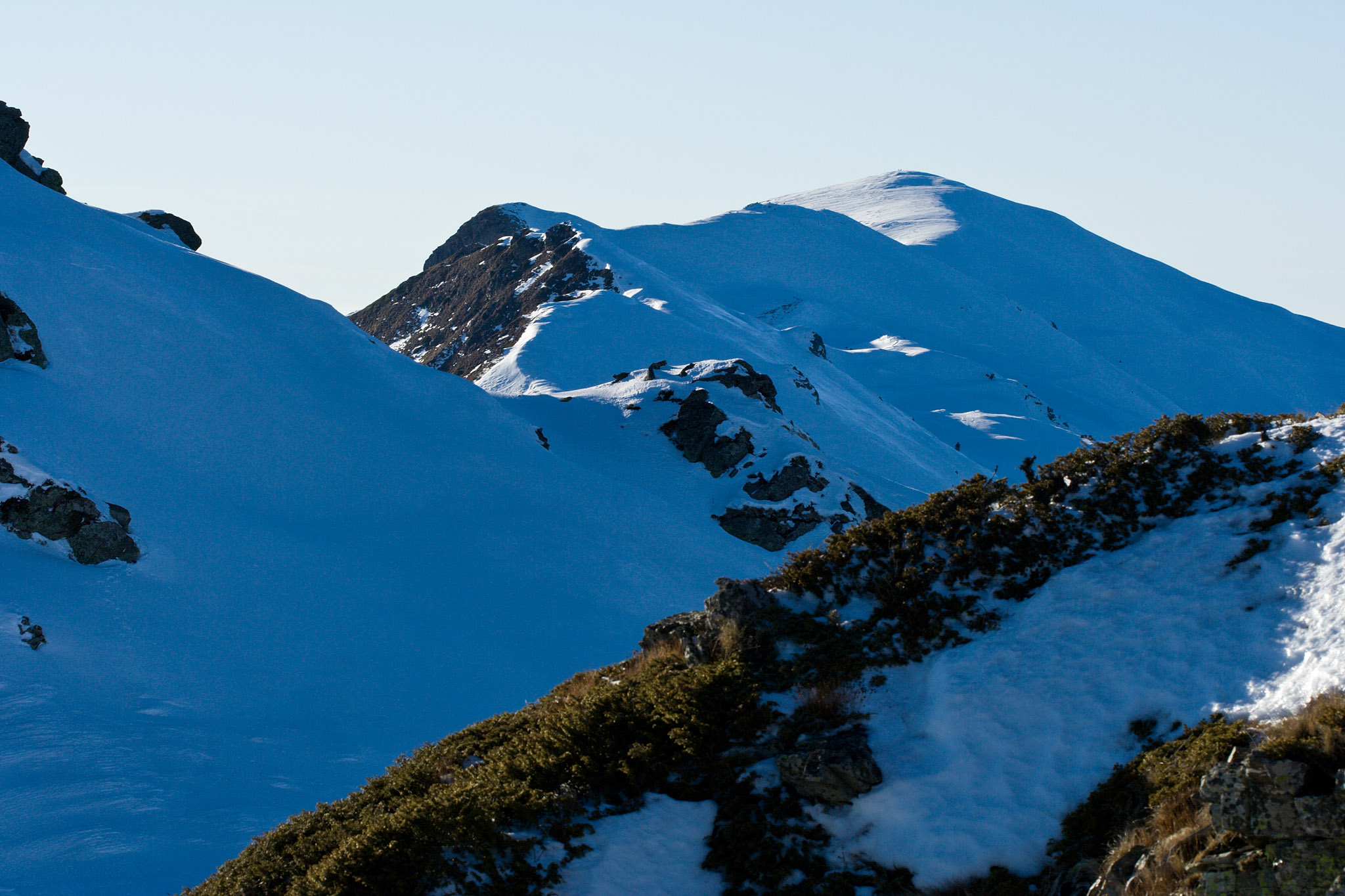
Пік Радомира, вигляд з північного сходу

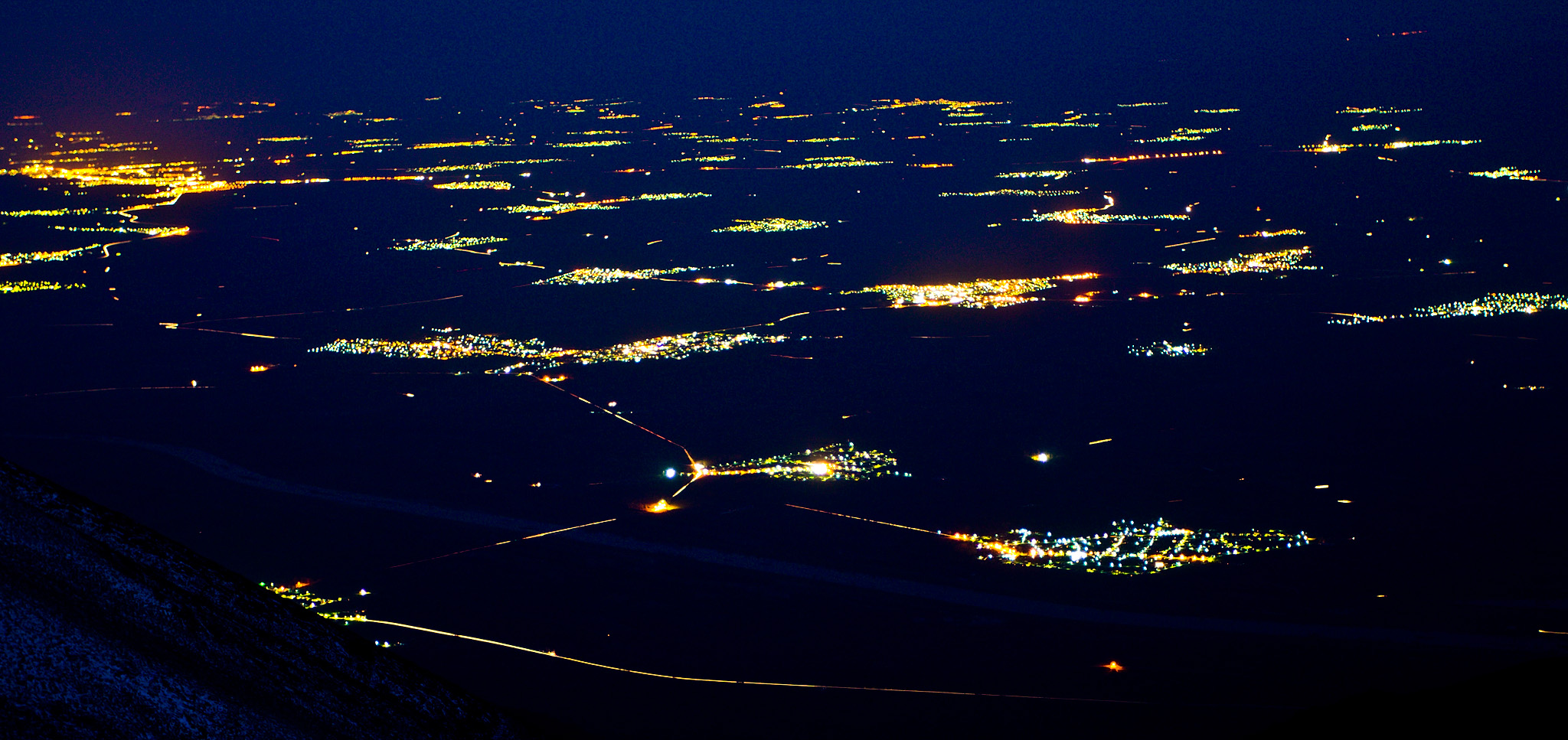
Вілли в районі озера Бутково в Греції. Знімок з піку Конгур, близько 2000 метрів над рівнем моря.

Гора тягнеться зі сходу на захід, довжиною 63 км і середньою шириною від 7 до 9 км. На півночі межує з Струмичковою і Санданско-Петричковою котловинами, які відокремлюють її від гори Огражден. На сході Рупельська ущелина річки Струма відокремлює її від Сенгельскої гори, а на заході — Костуринська сідловина (482 м) і Фракійська річка (права притока р. Струмиці) в Північній Македонії — від гір Смердеш і Плавуш. На півдні круто спускається до Серської котловини, а сідловина Дова тепе (306 м) відокремлює її від гори Круша.
Розташована на північ від долини річки Струмиця та на південь від Серської котловини, Беласиця піднімається як величезна стіна. Гірський хребет вузький, гострий, скелястий та покритий пасовиськами. Південні схили скелясті, круті й слабо залісені, а північні — лісисті, прорізані дуже глибокими долинами із бурхливими річками і струмками з невеликими водоспадами. Північні передгір'я гори, відомі як Подгоріє, утворені товстими акумулятивними і акумулятивно-делювіальними шарами, які зберігають великі запаси води. Бічні хребти короткі і круті. Найвища точка — пік Радомир (2029,2 м). Інші високі піки: Конгур або Великий Конгур (1951,3 м), Пункова скеля (1973,9 м), Дебелий пагорб (1950,6 м), Лозен (1897,6 м) і Тумба (1880,3 м), які об'єднують кордони Болгарії, Греції та Північної Македонії. З усіх вершин хребта відкривається чудовий панорамний вид.
Через гори пролягають кілька перевалів, найважливішим з яких є Демир капія (1686 м). У минулому вони мали місцеве значення, але тепер через прикордонне розташування не використовуються.

## Геологічна структура
У структурно-геологічному плані Беласиця є типовим лінійним горстом. Він утворений як гірський блок у пліоцені між двома паралельними просіданнями, що оточують його з півночі й півдня, тобто піднімається горизонтально (горстально), а суміжні грабени заглиблюються. З цієї причини річка Струма на грецькій території різко міняє свій південний напрямок на західний, паралельно південному просіданню. В основі метаморфічних порід — амфіболіти, різні сланці, гранітогнейси, граніти, гнейси та інші.

## Клімат, води, ґрунти
Клімат Беласиці гірський з більш м'якими рисами, ніж в інших північніших болгарських горах. Понад 1000 м над рівнем моря середні температури січня від −1 до −7 °C, а липня —   від 14 до 20 °C. Опади коливаються від 700 до 1000 мм. Унаслідок орографічного ефекту опадів у передгір'ях і середньо-гірських і схилах більше ніж 1000 мм. Сніговий покрив у високих місцях триває кілька місяців. Переважаючі вітри північно-західні, а навесні на північному передгір'ї дме теплий поривчастий вітер фен.
За винятком найбільш південно-західних частин гори, що потрапляють до басейнів річки Вардар і Дойранського озера, решта вод повністю належить басейну р. Струма. Річки, що течуть з гори короткі, круті та бурхливі. Впадають як праві притоки у річки Струмниця та Струма.
Біля підніжжя гори переважно коричневі лісові і делувіально-лугові ґрунти, а вище вже бурі лісові і гірсько-лугові ґрунти.

## Флора і фауна

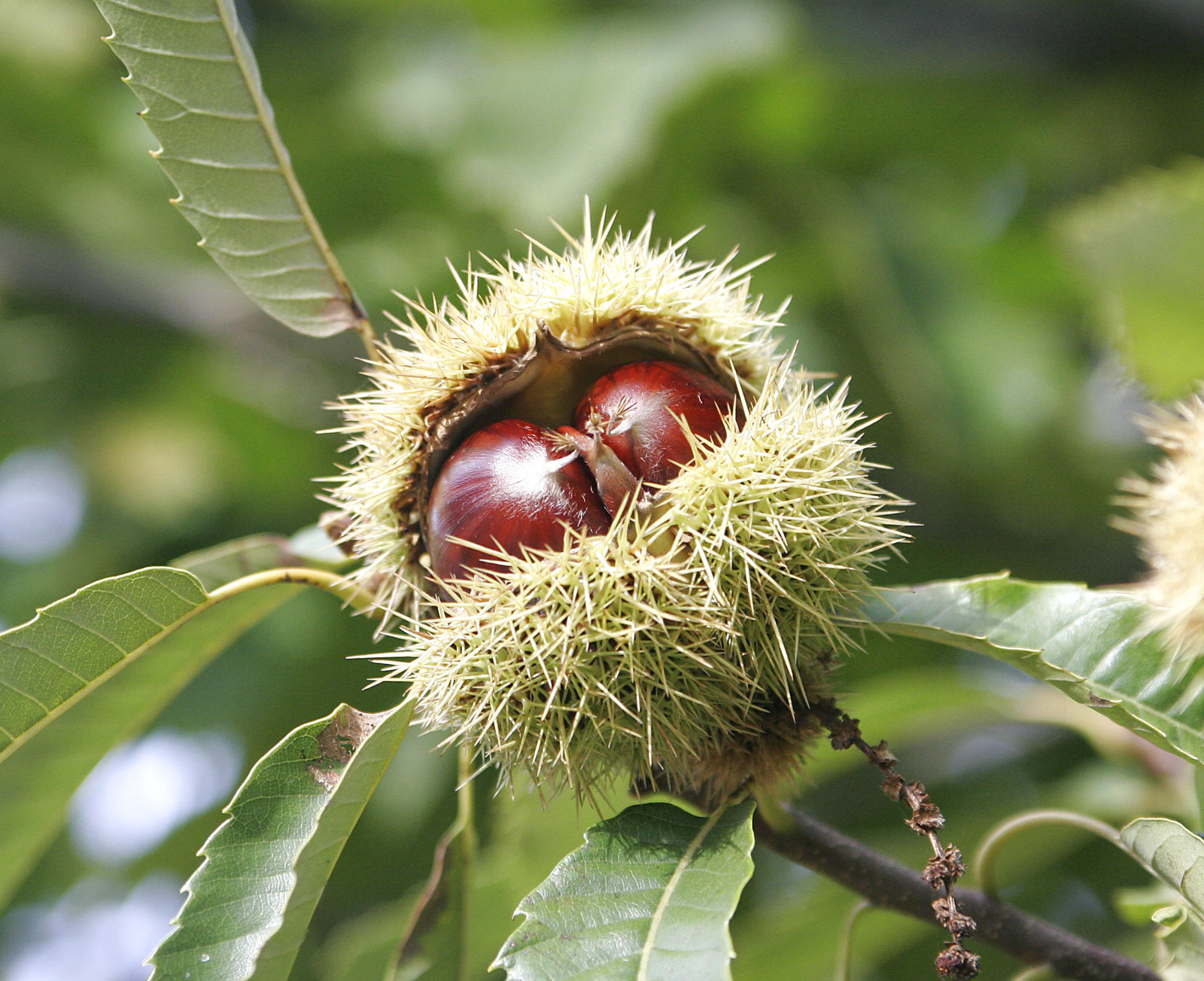
Каштан їстівний

Флора налічує близько 1200 видів рослин, що становить приблизно 1/3 флори Болгарії. У болгарській частині гори визначено 102 види з високим консерваційним значенням, з яких 24 охороняються Законом про біологічне різноманіття, 25 є балканськими ендеміками, 2 — болгарськими, 38 видів — у Червоній книзі Болгарії та 28 захищені Конвенцією про міжнародну торгівлю видами дикої фауни і флори, що перебувають під загрозою зникнення (CITES).
Великий скарб Беласиці — це широколистяні ліси каштану їстівного, які простягаються виключно на північ від головного хребта на 900—1000 м. Каштани утворюють лісовий пояс вздовж гірського схилу, довжиною близько 45 км. Зазвичай вони змішуються з буковими лісами. Над ними стоїть буковий пояс, близько 1700 м. Дуб також поширений в нижніх частинах. Для Беласиці характерна повна відсутність хвойного поясу. Ялиця і звичайна сосна тут рідко зустрічаються. У субальпійському поясі гори ростуть низькорослий ялівець і чорниця. Є також багато пасовищ.
Фауна безхребетних надзвичайно багата. Є 36 ендемічних, 44 рідкісних і 3 реліктових види. Беласиця також дає притулок багатьом хребетним тваринам — 8 видів земноводних, 15 видів рептилій, 120 видів птахів і понад 50 видів ссавців.
На південний захід від Петрича на площі 1312 га є заповідник Конгур, в якому збереглися природні екосистеми бука і їстівного каштана.

## Природний парк Беласиця
У болгарській частині гори розташований природний парк Беласиця, оголошений заповідником 28 грудня 2007 року наказом міністра навколишнього середовища та вод. Його загальна площа займає 11732,4 га. До охоронюваних територій також відносять резерват Конгур. Дирекція парку знаходиться в селі Коларово.
Парк був створений, щоб захистити праліси, які в основному складаються із звичайного бука, каштана та платана, для збереження охоронюваних і ендемічних видів рослин і тварин, а також захисту унікальних екосистем в безлісній зоні гори.

## Поселення
У горах немає населених пунктів, але в його передгір'ях всіх трьох країн розташовано ряд населених пунктів:
- У Болгарії — місто Петрич і сіла Беласиця, Габрене, Дрангово, Камена, Ключ, Коларово, Риджак, Самуїлово, Скрит, Тополниця і Яворниця.
- У Північній Македонії — села Бансько, Дражево, Костурино, Куклиш, Мокриєво, Смолари, Старо Конярево, Чалаклі та інші.
- У Греції — села Анатолу, Атлі, Ветрен, Горні Порой, Дервент, Дольні Порой, Мандраджик, Матниця, Неохорі, Св. Петка, Хаджі бейлик, Шугово та інші.

## Туризм

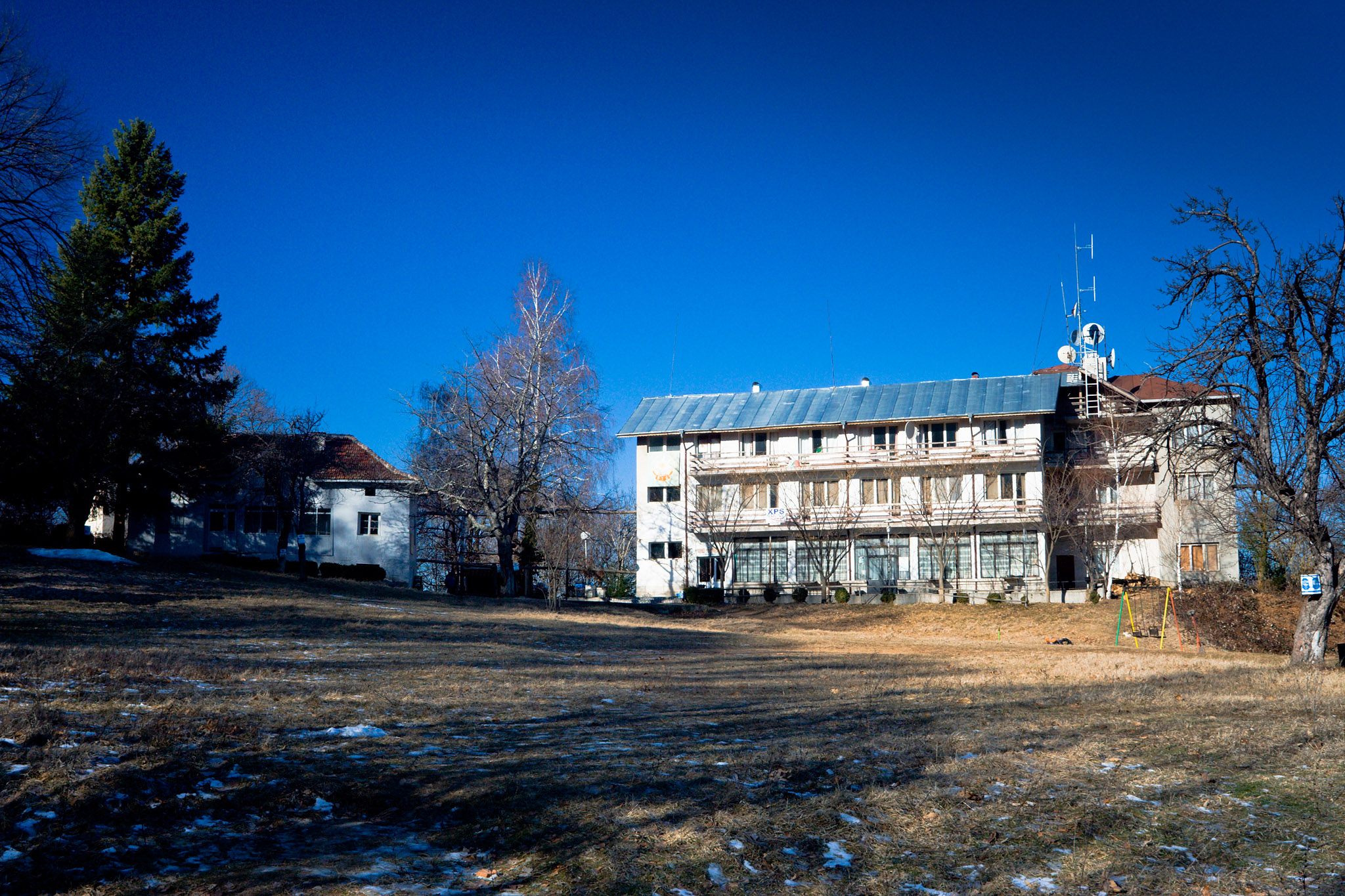
Гірський притулок «Беласица»

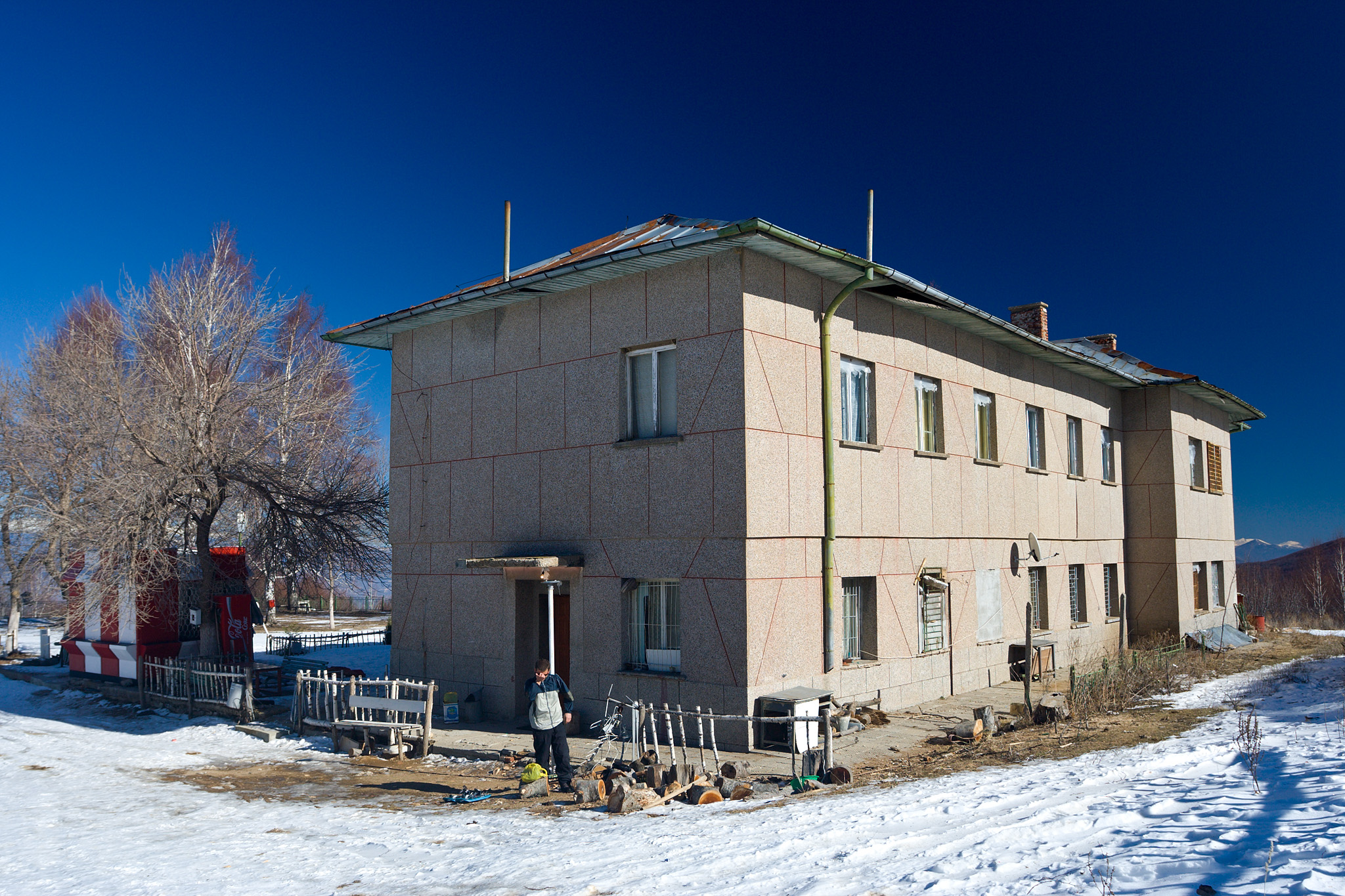
Гірський притулок «Конгур»

Протягом перших 15 років XXI століття майже невідома гора Беласица стала одним із кращих туристичних місць для трекінгу. Оскільки Беласица раніше була «закритою» горою, зараз на ній мало притулків для розміщення туристів. У болгарській частині гори побудовано три туристичні притулки, другий і третій — колишні межі:
- Беласиця, 720 м над рівнем моря, 64 місця;
- Конур, 1284 м над рівнем моря, 43 місця;
- Лопово, 1262 м над рівнем моря, 31 місце.

Туристичні маршрути в болгарській частині гори позначені кольоровими смугами. Головною відправною точкою для сходження на Беласицу є місто Петрич, а також села Самуїлово, Ключ і Скрит. Найбільш зручними відправними точками на території Північної Македонії є села Смолари і Бансько. З 2001 року в серпні щорічно організовується міжнародний туристичний похід для сходження на пік Тумба під девізом «Балкани без кордонів».

### Піки Беласиці

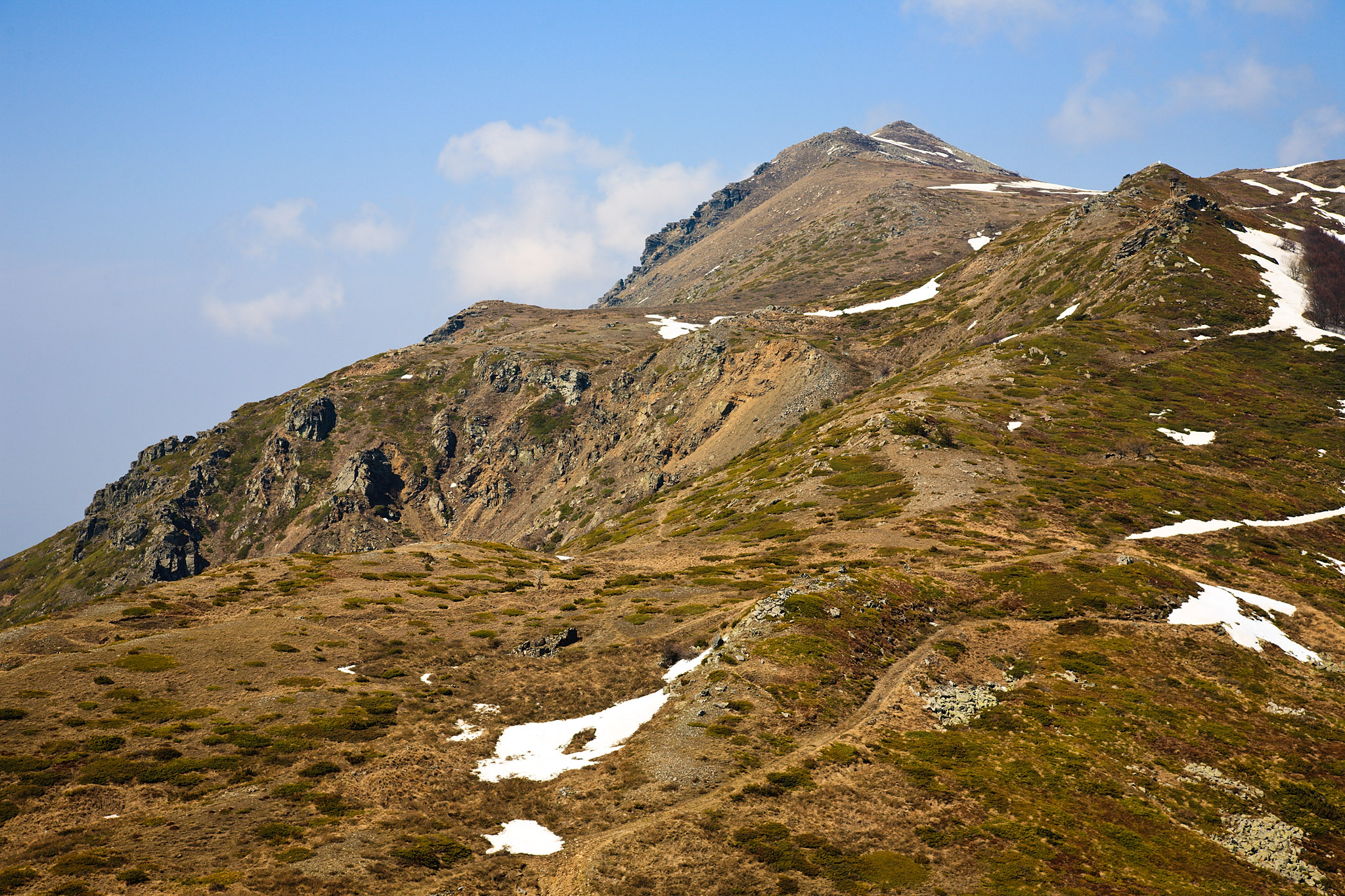
Пік Тумба, де зходяться кордони Болгарії, Греції та Північної Македонії

| Назва          | Висота (м) |
| -------------- | ---------- |
| Радомир        | 2029       |
| Пункова скеля  | 1974       |
| Конгур         | 1951       |
| Дебелий пагорб | 1951       |
| Лозен          | 1898       |
| Тумба          | 1880       |